# أبو قرن أصهب العنق
أبو قرن أصهب العنق (الاسم العلمي: Aceros nipalensis) هو نوع من فصيلة أبو قرن.